# ホノルルマラソン
ホノルルマラソン (Honolulu Marathon) は、アメリカ合衆国ハワイ州オアフ島ホノルル市で開催されるロードレース（マラソン）大会で、半世紀以上の歴史がある。1977年以降は12月第2日曜日に開催することになっている。1984年の第12回大会以降、長年に亘り日本航空（JAL）が協賛しており、同年以降現在に至るまで正式大会名は「JALホノルルマラソン」となっている。

## 概要
フルマラソン2種目の他、10kmマラソン1種目の計3種目で行われる。
フルマラソンのコースは、アラモアナ公園をスタート、一旦ダウンタウンに向かった後アラモアナに戻り、その後ワイキキを通り、カピオラニ公園、ダイヤモンドヘッド、ワイアラエ・ビーチを眺め、カラニアナオレ・ハイウェイを通ってハワイカイを折り返し、カピオラニ公園をゴールとする42.195km（26.2マイル）のフルマラソンコースで、「フルマラソン」（一般部門）と「フルマラソン車椅子競技部門」で構成されている。
10kmマラソンのコースは、フルマラソンと同じくアラモアナ公園をスタート、ダウンタウンからアラモアナへ戻り、ワイキキ通った後、カピオラニ公園をゴールとする「10K ラン＆ウォーク」の1種目。
通常「フルマラソン」のスタート時刻は午前5時、「フルマラソン車椅子競技部門」はそれに先立つ4時55分となっている。また「フルマラソン」では総合表彰とは別に年齢別（15歳以上99歳まで5歳刻み、100歳以上）の上位選手を対象にした表彰、また予め登録された3名1組によるチームの合計タイムで競うチーム部門（3名の合計年齢及び男女の構成状況による9つのカテゴリー）を対象とした表彰もある。
「10K ラン＆ウォーク」は通常「フルマラソン」と同時の午前5時にスタートする。その後もフルマラソンと同じコースを走りゴール地点もカピオラニ公園と同じではあるが、フィニッシュラインはフルマラソンとは異なる。なお、2016年第44回大会までは「10K ラン＆ウォーク」の前身となる、フルマラソンスタートの約25分後にスタートし、カピオラニ公園まで約10kmを歩く｢レースデー・ウォーク｣（開始当時の呼称は「メイヤーズ・ウォーク｣）が行われていたが、こちらでは走ることは禁止されていた。
アメリカ合衆国ではニューヨークシティーマラソン、ボストンマラソン、シカゴマラソンと並ぶ「全米4大マラソン大会」（規模としては3位）の一つであり、全世界を通じても参加人数的に6番目の規模の大会はあるが、マラソンとしては高温下、また風が強い中で行われるという気象条件、さらにコースのアップダウンなどの条件が厳しいため、先述の3箇所のマラソンと違い、「世界記録が決して出ないコース」とも言われ、実際大会最高記録は、男子が2時間8分27秒 <ローレンス・チェロノ (ケニア、2017年)>、女子が2時間22分15秒 <ブリジッド・コスゲイ(ケニア、2017年)> と、男女とも比較的平凡な記録である。
大会の特徴の一つとして、時間制限を設けていないこと（ゴール時間および参加標準記録。但しゴールゲートは16時台を目処に撤去され、それ以降ゴールした参加者のゴールタイムは手動計時となる）や、大会当日に満7歳以上の健康な人なら誰でも参加できることも手伝って、健康づくりのために参加している一般市民ランナーや、フルマラソン初参加のランナーも多く、「世界一の市民マラソン大会」、「ジョガーの祭典」とまでいわれる。
かつては日本人ランナーが全参加者の半数以上を占めていた（アメリカ合衆国の観光ビザ取得が免除されたバブル景気期（1989年）以降、1999年、アメリカ同時多発テロ事件の影響で1万人を下回った2001年以外は2012年まで毎回）。2013年以降は過半数を下回ったものの、なお多くの日本人が参加している。冠スポンサーの日本航空は、大会開催に合わせツアーを企画し多数の臨時便を運航している。このため、現在の大会公式スポンサーは、日本航空も含め全て日本企業となっている。なお、日本人ランナーで女子では2003年に早川英里、2008年に嶋原清子が優勝、車椅子部門では男子で副島正純、女子の部で土田和歌子らが優勝しているものの、男性一般ランナーの優勝者は過去に出ていない。

## 歴史
1973年12月16日に第1回大会を開き、2023年までに51回開催されている。第1回大会は地元ハワイ州に在住しているジョギング愛好家167人によって行われた。なお第1回目の男性優勝者はダンカン・マクドナルドで、女性優勝者はジューン・チュンであった。
1976年に日本人としては初めて佐々木生道が参加。その後は年々参加者を増やしていき、1982年の第10回大会で1万人を突破した。1985年の第13回大会以降日本航空が冠スポンサーとなったこともあり、日本人参加者が増加を続け、1992年の第20回大会以後は毎年2-3万人程度が参加している。
しかし2020年は新型コロナウイルス感染拡大の影響により、大会運営に必要な公道・公園使用等を含め許認可の獲得をすることが困難と判断し、10月23日、12月の開催を断念し2021年上期に延期もしくは中止、また中止の場合、第48回大会にエントリーした参加者は2021年12月開催の第49回ホノルルマラソンに追加料金なしで参加することができるとの声明を出した。

## 関連行事
大会直前の水曜から土曜の間、「ホノルルマラソン・エキスポ」を開催している。2003年以前は、ワイキキにあるアウトリガー・リーフ・ホテルで小規模に開催されていたが、2004年大会から、ハワイ・コンベンション・センターで開催するようになった。参加選手のゼッケン（レースデー・ウォークを含む）やタイム計測のためのチャンピオンチップ（2007年のみSAIタグ）を参加者各自で受け取るコーナーのほか、大会スポンサーを中心に数多くの店舗や関連グッズを販売するサービスブースなどが出店する。
また、大会前々日の金曜夕方、大会ゴール地点に程近いワイキキ・シェルで、有料のイベント「ホノルルマラソン・ルアウ」が開催されている。以前は「カーボローディング・パーティー」と称しており、その名の通り炭水化物中心の料理がビュッフェ（バイキング方式）で提供されていた。現在も料理内容は大きく変わらないが、ショーの出演者の方に力を入れるようになっている。なお、飲物も追加料金不要で飲み放題であったが、2007年から、それまで追加料金不要で提供されていたビール（バドライト）のみ追加料金が必要となった。

## 時間計測システム障害問題
2007年、第35回大会から、それまで7大会連続で使用されたチャンピオンチップに代わり、SAIタグを計測に使用することが、大会開催のおよそ10日前、11月29日に発表された。しかし、大会開催当日の12月9日、コース各所で豪雨となり、一部ランナーのタイムが計測できず、完走者に発行される完走証に、従来行われていた途中経過タイム記載が一部できなくなるという障害が発生した。
この問題について、ホノルルマラソン協会は、イベント当日に各ランナーに計測タイムの速報値を渡す予定にしていたがこの障害によりできなくなったスポンサーのNTTドコモ、および不利益を被った各ランナーに対し、公式ホームページなどを通じ公式謝罪した。
また、2008年大会では、SAIタグを利用せず、再びチャンピオンチップ使用に戻した。

## 参加者数

### フルマラソン エントリー数
| 年度   | 回数 | 総エントリー数 | うち日本人 |
| ------ | ---- | -------------- | ---------- |
| 1973年 | 1    | 162            | 0          |
| 1974年 | 2    | 315            | 0          |
| 1975年 | 3    | 782            | 0          |
| 1976年 | 4    | 1,670          | 1          |
| 1977年 | 5    | 3,500          | 120        |
| 1978年 | 6    | 7,204          | 200        |
| 1979年 | 7    | 8,500          | 500        |
| 1980年 | 8    | 8,419          | 650        |
| 1981年 | 9    | 7,270          | 977        |
| 1982年 | 10   | 12,275         | 1,500      |
| 1983年 | 11   | 10,847         | 1,300      |
| 1984年 | 12   | 10,653         | 1,867      |
| 1985年 | 13   | 9,310          | 2,361      |
| 1986年 | 14   | 10,354         | 3,553      |
| 1987年 | 15   | 10,413         | 4,551      |
| 1988年 | 16   | 10,205         | 5,094      |
| 1989年 | 17   | 10,813         | 6,004      |
| 1990年 | 18   | 13,268         | 8,674      |
| 1991年 | 19   | 14,605         | 10,236     |
| 1992年 | 20   | 30,905         | 18,286     |
| 1993年 | 21   | 29,514         | 19,001     |
| 1994年 | 22   | 32,771         | 21,291     |
| 1995年 | 23   | 34,434         | 21,717     |
| 1996年 | 24   | 30,864         | 18,285     |
| 1997年 | 25   | 33,682         | 17,952     |
| 1998年 | 26   | 27,704         | 13,925     |
| 1999年 | 27   | 26,724         | 12,877     |
| 2000年 | 28   | 26,465         | 14,282     |
| 2001年 | 29   | 23,513         | 9,159      |
| 2002年 | 30   | 30,428         | 17,266     |
| 2003年 | 31   | 25,283         | 15,149     |
| 2004年 | 32   | 25,671         | 15,723     |
| 2005年 | 33   | 28,048         | 17,345     |
| 2006年 | 34   | 28,635         | 17,905     |
| 2007年 | 35   | 27,829         | 17,057     |
| 2008年 | 36   | 23,232         | 14,407     |
| 2009年 | 37   | 23,469         | 14,402     |
| 2010年 | 38   | 22,806         | 13,490     |
| 2011年 | 39   | 22,629         | 12,364     |
| 2012年 | 40   | 31,106         | 16,296     |
| 2013年 | 41   | 30,568         | 13,585     |
| 2014年 | 42   | 30,445         | 13,458     |
| 2015年 | 43   | 30,797         | 12,537     |
| 2016年 | 44   | 28,675         | 11,087     |
| 2017年 | 45   | 26,369         | 11,785     |
| 2018年 | 46   | 25,049         | 11,918     |
| 2019年 | 47   | 23,844         | 11,381     |
| 2020年 | 48   | -              | -          |
| 2021年 | 49   | 11,259         | 415        |
| 2022年 | 50   | 19,461         | 3,684      |
| 2023年 | 51   | 19,178         | 5,887      |
| 2024年 | 52   | 23,641         | 6,242      |

出典は大会の記録（よくある質問） - JALホノルルマラソン2023。
時間制限が無いこともあり、スタートした参加者（スタートラインを正常に越えた者）のうち完走した参加者（フィニッシュラインを正常に越えた者）の割合は例年99%程度となっている。もっとも遅くゴールした参加者のタイム（最終タイム）は、2017年第45回大会では16時間23分09秒（ゴールした時点で21時を超えていた）。

## 歴代優勝者
太字は大会記録。
| 日付       | 男子選手                             | タイム  | 女子選手                               | タイム  |
| ---------- | ------------------------------------ | ------- | -------------------------------------- | ------- |
| 1973/12/16 | ダンカン・マクドナルド (USA)         | 2:27:34 | ジューン・チュン (USA)                 | 3:25:31 |
| 1974/12/15 | ジェフ・ギャロウェイ (USA)           | 2:23:02 | シンディ・ダリンプル (USA)             | 3:01:59 |
| 1975/12/14 | ジャック・フォスター (NZL)           | 2:17:24 | ジャクリーン・ハンセン (USA)           | 2:49:24 |
| 1976/12/12 | ダンカン・マクドナルド (USA) (2)     | 2:20:37 | キム・メリット (USA)                   | 2:44:44 |
| 1977/12/11 | ジェフ・ウェルズ (USA)               | 2:18:38 | シンディ・ダリンプル (USA) (2)         | 2:48:08 |
| 1978/12/10 | ジョン・カードング (USA)             | 2:17:05 | パティ・リヨンズ (USA)                 | 2:43:10 |
| 1979/12/09 | ディーン・マシューズ (USA)           | 2:16:13 | パティ・リヨンズ (USA) (2)             | 2:40:07 |
| 1980/12/07 | ダンカン・マクドナルド (USA) (3)     | 2:16:55 | パティ・リヨンズ・カタラノ (USA)(3)    | 2:35:26 |
| 1981/12/13 | ジョン・アンダーソン (USA)           | 2:16:54 | パティ・リヨンズ・カタラノ (USA) (4)   | 2:33:24 |
| 1982/12/12 | デービッド・ゴードン (USA)           | 2:15:30 | アイリーン・クローガス (USA)           | 2:41:11 |
| 1983/12/11 | ケビン・ライアン (NZL)               | 2:20:19 | アニク・ロワール＝レブレトン (FRA)     | 2:41:25 |
| 1984/12/09 | ホルヘ・ゴンザレス (PUR)             | 2:16:25 | パティ・グレー (USA)                   | 2:42:50 |
| 1985/12/08 | イブラヒム・フセイン (KEN)           | 2:12:08 | カーラ・ビュースケンス (NLD)           | 2:35:51 |
| 1986/12/07 | イブラヒム・フセイン (KEN) (2)       | 2:11:43 | カーラ・ビュースケンス (NLD) (2)       | 2:31:01 |
| 1987/12/13 | イブラヒム・フセイン (KEN) (3)       | 2:18:26 | カーラ・ビュースケンス (NLD) (3)       | 2:35:11 |
| 1988/12/11 | ジャンニ・ポリ (ITA)                 | 2:12:47 | シンディ・ウェルテ (USA)               | 2:41:52 |
| 1989/12/10 | サイモン・ロバート・ナーリ (TAN)     | 2:11:47 | カーラ・ビュースケンス (NLD) (4)       | 2:31:50 |
| 1990/12/09 | サイモン・ロバート・ナーリ (TAN) (2) | 2:17:29 | カーラ・ビュースケンス (NLD) (5)       | 2:33:34 |
| 1991/12/15 | ベンソン・マシャ (KEN)               | 2:18:24 | リトヴァ・カイヤ・レメッティネン (FIN) | 2:40:11 |
| 1992/12/13 | ベンソン・マシャ (KEN) (2)           | 2:14:19 | カーラ・ビュースケンス (NLD) (6)       | 2:32:13 |
| 1993/12/12 | 李鳳柱 (KOR)                         | 2:13:16 | カーラ・ビュースケンス (NLD) (7)       | 2:32:20 |
| 1994/12/11 | ベンソン・マシャ (KEN) (3)           | 2:15:04 | カーラ・ビュースケンス (NLD) (8)       | 2:37:06 |
| 1995/12/10 | ジョサイア・チュグワネ (RSA)         | 2:16:08 | コリーン・デ・リューク (RSA)           | 2:37:29 |
| 1996/12/08 | エリック・キマイヨ (KEN)             | 2:13:23 | ラミリア・ブラングロワ (RUS)           | 2:34:28 |
| 1997/12/14 | エリック・キマイヨ (KEN) (2)         | 2:12:17 | スヴェトラーナ・ワシリエワ (RUS)       | 2:33:14 |
| 1998/12/13 | ムバラク・フセイン (KEN)             | 2:14:53 | イリナ・ボガチェワ (RUS)               | 2:33:27 |
| 1999/12/12 | ジミー・ムインディ (KEN)             | 2:16:45 | イリナ・ボガチェワ (KGZ) (2)           | 2:32:36 |
| 2000/12/10 | ジミー・ムインディ (KEN) (2)         | 2:15:19 | リュボフ・モルグノワ (RUS)             | 2:28:33 |
| 2001/12/09 | ムバラク・フセイン (KEN) (2)         | 2:15:09 | リュボフ・モルグノワ (RUS) (2)         | 2:29:54 |
| 2002/12/08 | ムバラク・フセイン (KEN) (3)         | 2:12:29 | スヴェトラーナ・ザハロワ (RUS)         | 2:29:08 |
| 2003/12/14 | ジミー・ムインディ (KEN) (3)         | 2:12:59 | 早川英里 (JPN)                         | 2:31:57 |
| 2004/12/12 | ジミー・ムインディ (KEN) (4)         | 2:11:12 | リュボフ・モルグノワ (RUS) (3)         | 2:27:33 |
| 2005/12/11 | ジミー・ムインディ (KEN) (5)         | 2:12:00 | オレシャ・ヌルガリエワ (RUS)           | 2:30:24 |
| 2006/12/10 | アンベッセ・トロッサ (ETH)           | 2:13:42 | リュボフ・デニソワ (RUS)               | 2:27:19 |
| 2007/12/09 | ジミー・ムインディ (KEN) (6)         | 2:18:53 | アレフティナ・ビクティミロワ (RUS)     | 2:33:07 |
| 2008/12/14 | パトリック・イヴティ (KEN)           | 2:14:35 | 嶋原清子 (JPN)                         | 2:32:36 |
| 2009/12/13 | パトリック・イヴティ (KEN) (2)       | 2:12:14 | スヴェトラーナ・ザハロワ (RUS) （2）   | 2:28:34 |
| 2010/12/12 | ニコラス・チェリモ (KEN)             | 2:15:18 | ベライネシュ・ゲブレ (USA)             | 2:32:13 |
| 2011/12/11 | ニコラス・チェリモ (KEN) (2)         | 2:14:55 | ウォニシュト・ギルマ (ETH)             | 2:31:41 |
| 2012/12/09 | ウィルソン・キプサング (KEN)         | 2:12:31 | ワレンチナ・ガリモワ (RUS)             | 2:31:23 |
| 2013/12/08 | ギルバート・チェプコニー (KEN)       | 2:18:47 | エヒトゥ・キロス (ETH)                 | 2:36:02 |
| 2014/12/14 | ウィルソン・チェベト (KEN)           | 2:15:35 | ジョイス・チェプキルイ (KEN)           | 2:30:23 |
| 2015/12/13 | フェリックス・キプロティッチ (KEN)   | 2:11:42 | ジョイス・チェプキルイ (KEN) (2)       | 2:28:34 |
| 2016/12/11 | ローレンス・チェロノ (KEN)           | 2:09:39 | ブリジット・コスゲイ (KEN)             | 2:31:11 |
| 2017/12/10 | ローレンス・チェロノ (KEN) (2)       | 2:08:27 | ブリジット・コスゲイ (KEN) (2)         | 2:22:15 |
| 2018/12/09 | ティタス・エキル (KEN)               | 2:09:01 | ヴィヴィアン・キプラガト (KEN)         | 2:36:22 |

※27回大会以降の優勝者は(日本語)。全大会の優勝者は(英語)。

## 過去の日本からの主な参加者

### マラソン選手
- 浅井えり子 - 1994年、第22回大会女子の部準優勝。
- 有森裕子（公益財団法人スペシャルオリンピックス日本理事長） - ランナーとしてではなく、2006年以降レースデーウォークに参加。
- 大島めぐみ
- 尾崎朱美 - 2007年、第35回大会女子の部準優勝。
- 川嶋伸次
- 嶋原清子 - 2008年、第36回大会女子の部優勝。日本人2人目の一般部門優勝者。2009年女子の部2位。
- 高石ともや - 2016年、第44回大会時点で、40年連続参加及び完走を記録[15]。
- 谷川真理 - 1996年、第24回大会女子の部3位。
- 野口みずき - ランナーとしてではなく、2004年、第32回大会のスターターとしてのみ参加。
- 早川英里 - 2003年、第31回大会女子の部優勝。一般部門日本人初の優勝者。2009年女子の部5位。
- 増田明美
- 宮原美佐子 - 1990年、第18回大会女子の部準優勝。
- 山口衛里
- 吉田香織 - 2008年、第36回大会女子の部準優勝。2009年女子の部4位。

### 歌手
- 持田香織 - 2014年、第42回大会女子の部完走。

### YouTuber
- 勝村和央 - 2011年、第39回大会完走。3時間55分。

そのほか著名人多数が参加しているが、非常に多いため割愛した。

### 車いすマラソン
車いすの部
- 副島正純 - 2005年–2009年 男子の部優勝
- 土田和歌子 - 2000年、2002年、2003年、2005年、2009年 、2010年 女子の部優勝

## 日本でのテレビ・ラジオ放送
日本ではこの大会の模様を後日ドキュメンタリーの形で放送しているが、大会創設当初から1989年まではフジテレビジョンが火曜ワイドスペシャルなどの枠で放送（ザ・ドリフターズが進行役を務め、メンバーもホノルルマラソンに数回出場していた）していた。フジテレビジョンでの放送では郷ひろみ(当時の芸能人記録)など多くの有名芸能人が出場した。
1990年に放送局が変わり、現在に至るまでTBSテレビの制作によりJNN基幹局（TBSテレビ・HBC・CBCテレビ・MBS・RKBの5局）で翌年1月の成人の日もしくは中旬頃の土曜日または日曜日に放映している。ただし、TBSでの放送当初は年末(祭日の午前10時再放送54分枠等)の放送であった。なお、2014年（2013年大会分）は例外の編成がなされ、TBSテレビのみ元日の午後に84分版、TBS以外のJNN基幹局4局は例年通り成人の日の午前中に55分版（TBSテレビ放送分の再編集・短縮版）をそれぞれ放送した。また、2017年（2016年大会分）の回は、同年9月30日にBS-TBSでも放送された。（BS-TBSでも2018年（2017年大会分）以降、2月上旬に放映している。）
TOKYO FMでは過去に何度か日曜深夜の放送休止の時間に全国ネットで関連番組を放送したことがあったが、中継ではなくむしろバラエティ的な作りであった（英語が出来ないアナウンサーを走らせて女性外国人走者にインタビューをさせる企画等）。
BSNテレビ・BSNラジオでは「キリン ラン・ランクラブ」と銘打った企画で毎年視聴者・リスナーの参加者を募り、年数回の新潟県内での合同練習をしてから参加、この模様はテレビ・ラジオで番組コーナーや単発番組として新潟ローカル向けに放送される。

## 大会スポンサー

### 2019年大会
- Major Sponsor（特別協賛）
  - 日本航空 - メジャースポンサーとしての参加のみならず、社員の自主参加によるボランティア活動（ペースランナー等）や、複数の都市より多数の日本人参加者を運ぶチャーター便の運航を行うなど、多岐に渡る運営協力を行っている。
- Supporting Sponsors（協賛）
  - 佐藤製薬
  - デサントジャパン
  - NTTドコモ

### 過去の協賛
- スポーツビューティ（コーセー） - 2018年まで
- MUFGカード - 2018年まで。2007年までDCカードがスポンサーだったが、同社が合併し三菱UFJニコスとなったことに伴い変更された。
- アメリカン航空 - 2011年のみ[5]